# Tyrone Smith
Tyrone Smith (ur. 7 sierpnia 1984 w Southampton Parish) – bermudzki lekkoatleta specjalizujący się w skoku w dal, złoty medalista mistrzostw Ameryki Środkowej i Karaibów oraz igrzysk Ameryki Środkowej i Karaibów, rekordzista kraju, olimpijczyk.
W 2006 zdobył brąz na młodzieżowych mistrzostwach NACAC w Santo Domingo. Rok później startował na igrzyskach panamerykańskich w Rio de Janeiro. Odpadł w eliminacjach podczas halowych mistrzostw świata w Walencji. Na początku lipca 2008 roku zdobył brązowy medal mistrzostw Ameryki Środkowej i Karaibów. Bez powodzenia startował na igrzyskach olimpijskich w Pekinie, a rok później na mistrzostwach świata w Berlinie. W 2010 zdobył złoto na igrzyskach Ameryki Środkowej i Karaibów. W tym samym roku uplasował się na 5. pozycji podczas igrzysk Wspólnoty Narodów. W 2011 sięgnął po złoty medal mistrzostw kontynentu w Mayagüez. Nie przeszedł przez eliminacje podczas mistrzostw świata w 2011 i halowych mistrzostw świata w 2012. Wystartował na igrzyskach olimpijskich w Londynie, na których zajął 12. miejsce w konkursie finałowym.
Rekordy życiowe: stadion – 8,34 (5 maja 2017, Houston); hala – 7,83 (18 lutego 2017, Birmingham), rezultaty te są rekordami Bermudów.

## Osiągnięcia
| Rok  | Impreza                                  | Miejsce        | Lokata            | Wynik |
| ---- | ---------------------------------------- | -------------- | ----------------- | ----- |
| 2006 | Młodzieżowe mistrzostwa NACAC            | Santo Domingo  | 3. miejsce        | 7,90  |
| 2007 | Igrzyska panamerykańskie                 | Rio de Janeiro | el. – 14. miejsce | 7,32  |
| 2008 | Halowe mistrzostwa świata                | Walencja       | el. – 18. miejsce | 7,38  |
| 2008 | Mistrzostwa Ameryki Środkowej i Karaibów | Cali           | 3. miejsce        | 7,80  |
| 2008 | Igrzyska olimpijskie                     | Pekin          | el. – 15. miejsce | 7,91  |
| 2009 | Mistrzostwa świata                       | Berlin         | el. – 31. miejsce | 7,72  |
| 2010 | Igrzyska Ameryki Środkowej i Karaibów    | Mayagüez       | 1. miejsce        | 8,22  |
| 2010 | Igrzyska Wspólnoty Narodów               | Nowe Delhi     | 5. miejsce        | 7,76  |
| 2011 | Mistrzostwa Ameryki Środkowej i Karaibów | Mayagüez       | 1. miejsce        | 8,06  |
| 2011 | Mistrzostwa świata                       | Daegu          | el. – 19. miejsce | 7,91  |
| 2012 | Halowe mistrzostwa świata                | Stambuł        | el. – 10. miejsce | 7,80  |
| 2012 | Igrzyska olimpijskie                     | Londyn         | 12. miejsce       | 7,70  |
| 2013 | Mistrzostwa świata                       | Moskwa         | el. – 13. miejsce | 7,89  |
| 2014 | Igrzyska Wspólnoty Narodów               | Glasgow        | 8. miejsce        | 7,79  |
| 2014 | Igrzyska Ameryki Środkowej i Karaibów    | Xalapa         | 11. miejsce       | 7,17  |
| 2015 | Igrzyska panamerykańskie                 | Toronto        | 4. miejsce        | 8,07w |
| 2015 | Mistrzostwa świata                       | Pekin          | 10. miejsce       | 7,79  |
| 2016 | Igrzyska olimpijskie                     | Rio de Janeiro | el. – 16. miejsce | 7,81  |
| 2017 | Mistrzostwa świata                       | Londyn         | el. – 13. miejsce | 7,88  |
| 2018 | Halowe mistrzostwa świata                | Birmingham     | 11. miejsce       | 7,75  |
| 2018 | Igrzyska Wspólnoty Narodów               | Gold Coast     | 10. miejsce       | 7,79  |
| 2018 | Igrzyska Ameryki Środkowej i Karaibów    | Barranquilla   | 2. miejsce        | 8,03  |
| 2018 | Mistrzostwa NACAC                        | Toronto        | 4. miejsce        | 7,98  |
| 2019 | Igrzyska panamerykańskie                 | Lima           | 5. miejsce        | 7,74  |
| 2019 | Mistrzostwa świata                       | Doha           | el. – 25. miejsce | 7,49  |